# Кларен, Густаф
Густаф Вилхельм Кларен (швед. Gustaf Vilhelm Klarén, 30 марта 1906,Бурос, Вестра-Гёталанд, Швеция — 27 сентября 1984, Бурос, Вестра-Гёталанд, Швеция) — шведский борец вольного стиля, бронзовый призёр Олимпийских игр.

## Биография
Выступление на олимпийских играх 1932 года было единственным известным его выступлением на международной арене. Более того, он мог и вовсе не попасть на игры по финансовым причинам, но пожертвования граждан его родного города Бурос позволили это сделать, и он сумел стать бронзовым призёром игр.
См. таблицу турнира
В последующие годы долгое время был президентом спортивного клуба Borås AK, а также владел табачным магазином в Буросе.
Умер в 1984 году.